# Гранд-Маунд (Айова)
Гранд-Маунд (англ. Grand Mound) — місто (англ. city) в США, в окрузі Клінтон штату Айова. Населення — 615 осіб (2020).

## Географія
Гранд-Маунд розташований за координатами 41°49′24″ пн. ш. 90°39′1″ зх. д. / 41.82333° пн. ш. 90.65028° зх. д. (41.823271, -90.650158).  За даними Бюро перепису населення США в 2010 році місто мало площу 4,71 км², уся площа — суходіл.

## Демографія
Згідно з переписом 2010 року, у місті мешкали 642 особи в 243 домогосподарствах у складі 185 родин. Густота населення становила 136 осіб/км².  Було 253 помешкання (54/км²).
Расовий склад населення:
| - 98,9 % — білих - 0,3 % — азіатів |

До двох чи більше рас належало 0,8 %. Частка іспаномовних становила 1,7 % від усіх жителів.
За віковим діапазоном населення розподілялося таким чином: 24,1 % — особи молодші 18 років, 62,3 % — особи у віці 18—64 років, 13,6 % — особи у віці 65 років та старші. Медіана віку мешканця становила 39,5 року. На 100 осіб жіночої статі у місті припадало 103,8 чоловіків;  на 100 жінок у віці від 18 років та старших — 102,9 чоловіків також старших 18 років.
Середній дохід на одне домашнє господарство  становив 63 916 доларів США (медіана — 61 250), а середній дохід на одну сім'ю — 72 659 доларів (медіана — 71 250). Медіана доходів становила 51 458 доларів для чоловіків та 30 893 долари для жінок. За межею бідності перебувало 3,9 % осіб, у тому числі 0,0 % дітей у віці до 18 років та 4,8 % осіб у віці 65 років та старших.
Цивільне працевлаштоване населення становило 296 осіб. Основні галузі зайнятості: виробництво — 21,6 %, роздрібна торгівля — 15,9 %, науковці, спеціалісти, менеджери — 12,2 %, освіта, охорона здоров'я та соціальна допомога — 10,8 %.